# Paracoccus juniperi
Paracoccus juniperi är en insektsart som först beskrevs av Edward MacFarlane Ehrhorn 1906.
Paracoccus juniperi ingår i släktet Paracoccus och familjen ullsköldlöss. Inga underarter finns listade i Catalogue of Life.